# Tramweg-Maatschappij Winsum - Ulrum

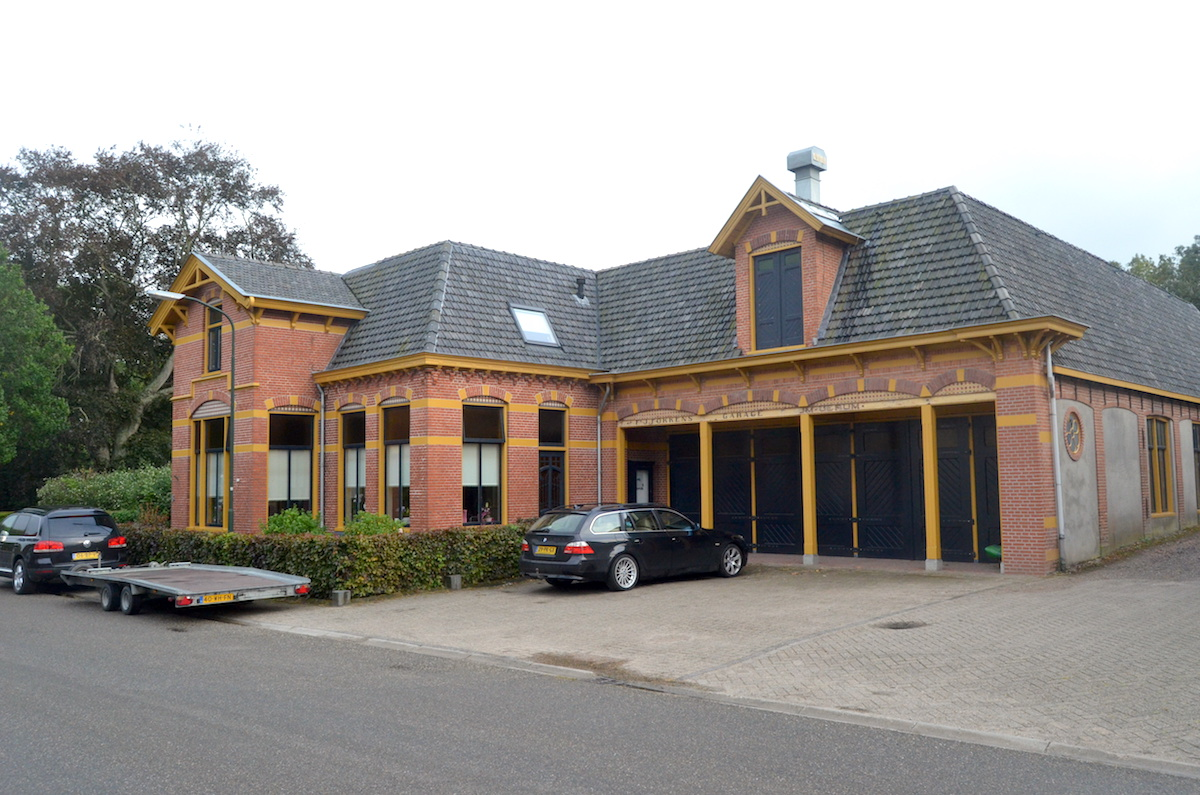
Voormalige tramremise te Wehe
van de Tramweg-Maatschappij Winsum - Ulrum.

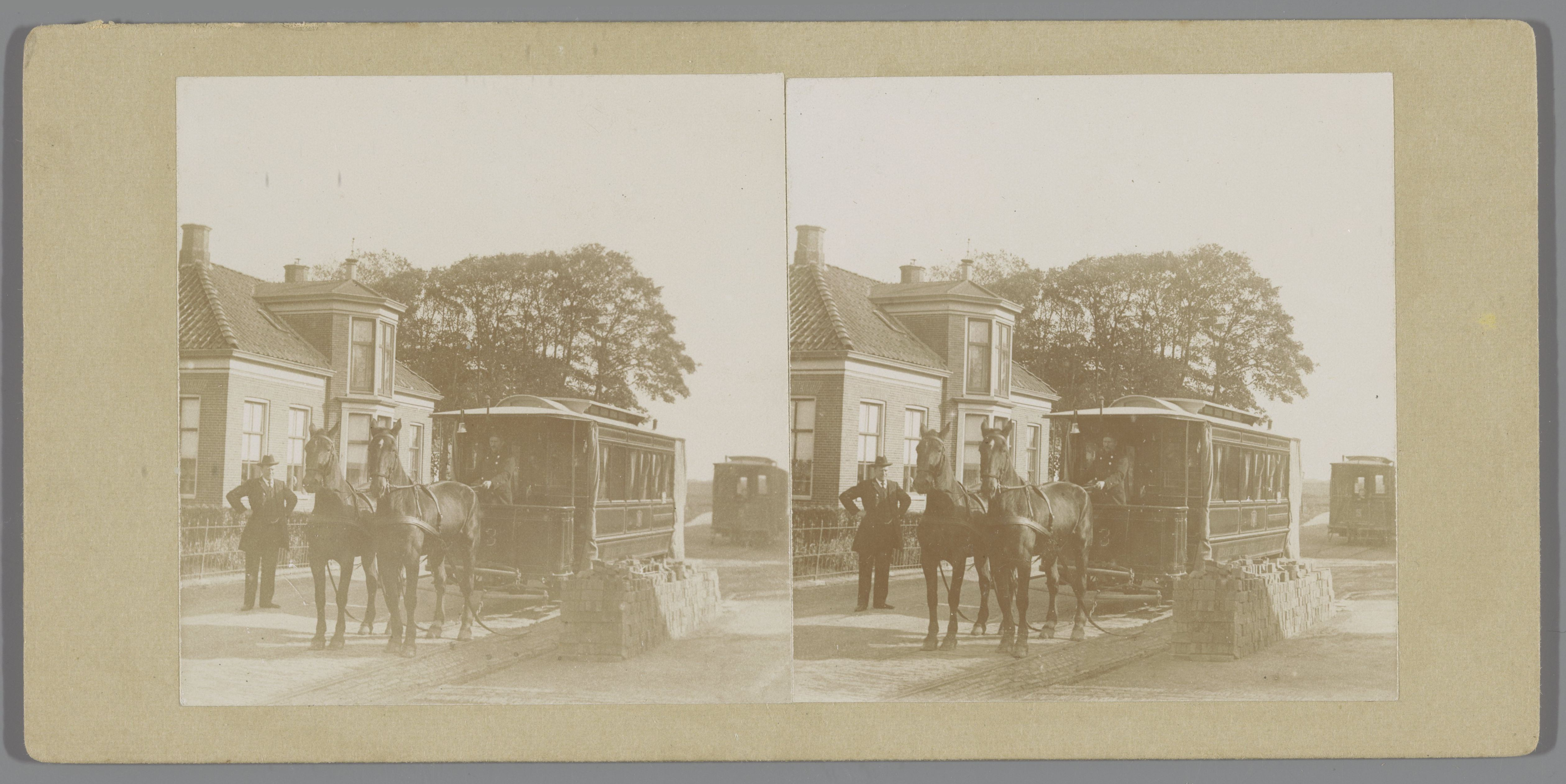
Paardentram in Winsum

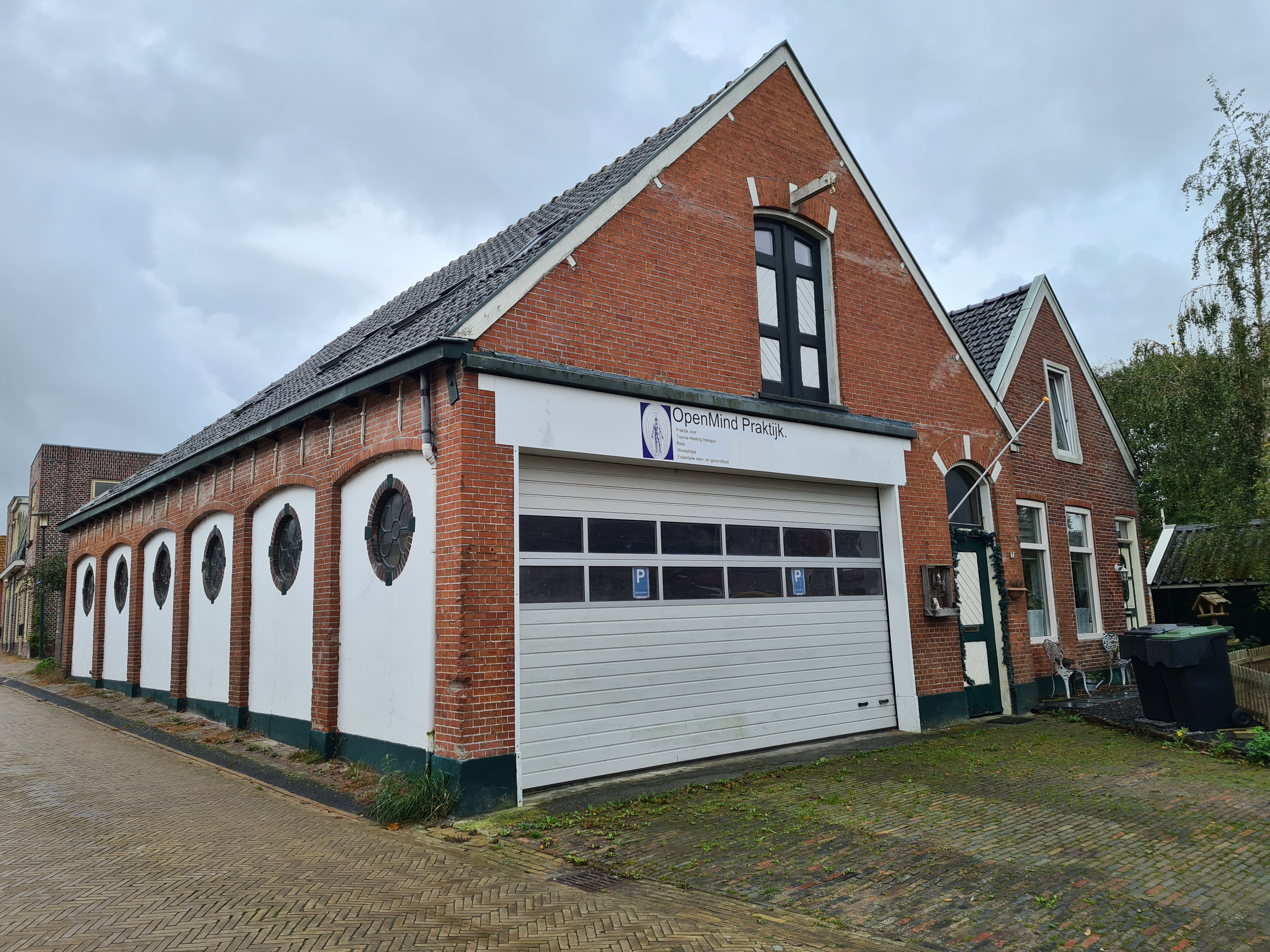
Voormalige tramremise te Ulrum

De Tramweg-Maatschappij Winsum - Ulrum is een voormalige tramonderneming in de provincie Groningen en onderhield van 1897 tot 1922 de tramlijn Winsum - Ulrum

## Aanleg
Nadat in 1893 de spoorlijn Sauwerd - Roodeschool werd geopend, had het gebied rond Winsum een aansluiting op de spoorwegen. Door verschillende omnibus-diensten werden ook dorpen in de omgeving verbonden met Groningen. Omdat op het traject naar Ulrum een redelijk vervoer was, trok dit geïnteresseerden voor een tramlijn. Op 10 november 1894 deden de firma Reinders & Knol Bruins kassiers en architect P.M.A. Huurman bij de Gedeputeerde Staten een verzoek voor een concessie van een paardentramweg van Winsum naar Leens, grotendeels lopende langs de Provincialeweg. Op 1 maart 1895 werd de vergunning verleend, onder de voorwaarde dat de lijn binnen een jaar na opening moest zijn verlengd tot het treinstation van Winsum. Vijf jaar na opening moest de lijn verlengd zijn van Leens tot Ulrum. Op 1 oktober 1896 verzochten de concessionarissen de Gedeputeerde Staten om een subsidie van 1500 gulden per kilometer ineens of 150 gulden per kilometer per jaar voor tien jaren.
Een nieuwe stap was op 7 oktober 1897 de oprichting van de naamloze vennootschap Tramweg-Maatschappij Winsum - Ulrum, met een kapitaal van 180.000 gulden verdeeld over 180 aandelen. Aandeelhouders werden particulieren en gemeenten. Ook de burgemeester van Ulrum, J. van Julsingha, was aandeelhouder. In juni was de aanleg begonnen. Deze werd geheel uitgevoerd in stalen groefrails met een spoorwijdte van 1.067 mm (kaapspoor). 
Op 13 november 1897 vond in Winsum de opening plaats, waarbij veel lokale hoogwaardigheidsbekleders aanwezig waren. Met twee met vlaggen versierde rijtuigen, elk bespannen met twee witte schimmels, werd het traject bereden.

## Materieel en dienstuitvoering
De maatschappij bezat acht gesloten rijtuigen, gebouwd door Métallurgique in Nijvel. De rijtuigen met de nummers 1, 3, 5, en 7 konden twintig passagiers zittend en tien staand vervoeren. Omdat deze rijtuigen door twee paarden getrokken moesten worden, werden deze maar weinig gebruikt. De kleinere rijtuigen 2, 4, 6 en 8 konden zestien zittende en zeven staande passagiers vervoeren. De rijtuigen 2 en 3 werden in 1899 voorzien van een postcompartiment en sorteertafel. Tevens was er een open goederenwagen, die intensief werd gebruikt voor het vervoer van diverse stukgoederen, vlas en zaaikoren. Deze wagen kon eventueel ook worden gebruikt voor personenvervoer. Tot slot beschikte de TWU over twee eenassige lorries om bagage mee te vervoeren. De TWU beschikte bij aanvang dienst over tien Ardenners en tien paarden van een Amerikaans ras, afkomstig van een Haagse omnibusmaatschappij.
Er werden vanaf het begin af vijf ritten per dag gereden, alle in aansluiting op de trein in Winsum. De eerste tram vertrok in de morgen om half vijf. De laatste tram keerde terug in de remise van Ulrum om 0:24. Op dinsdagen reed er 's middags nog een extra tram in aansluiting op een markttrein.

### Tarieven
De lijn was onderverdeeld in een aantal secties. Per sectie vroeg men vijf cent. Een enkele reis van begin tot eindpunt kostte 55 cent. Een retour was voordeliger, dit was 80 cent.

## Einde
Als gevolg van de Eerste Wereldoorlog maakte het bedrijf een moeilijke tijd door. Vanwege stijgende kosten voor levensonderhoud voor het personeel moesten deze een toeslag krijgen. Ook stegen de prijzen voor het vervoer van paarden. Daarom werd per 1 oktober 1916 de prijs van retourtjes verhoogd. Tien maanden later werd het sectietarief met een cent verhoogd, een jaar later weer, net als begin 1920 (toen zelfs met twee cent). Het werd toen al duidelijk, dat de lijn geen lang leven meer beschoren was, want de Groninger Locaalspoorweg-Maatschappij trof voorbereidingen voor de lokaalspoorlijn vanaf Winsum over Eenrum, Leens en Ulrum naar Zoutkamp. Nadat de tram op 31 maart 1922 zijn laatste rit had gemaakt maakte, werd op 1 april de spoorlijn Winsum - Zoutkamp in gebruik gesteld.
Bij de veiling na de opheffing werden diverse zaken verkocht. De paardentramrijtuigen werden veelal als schuurtje op een boerderij neergezet, waar zij nog een halve eeuw bleven staan.
Tegenwoordig herinneren alleen de oude remises in Wehe en Ulrum nog aan de tramlijn. De remise te Wehe is in oude toestand gerestaureerd, de remise te Ulrum is sterk verbouwd en gemoderniseerd.